# 주롱 FC
주롱 FC(Jurong Football Club)는 싱가포르 주롱을 연고로 하는 프로 축구 클럽이었다. 이 클럽은 1997년부터 2003년까지 싱가포르 축구 1부 리그인 S.리그에서 뛰었었다. 이 기간 동안 팀의 최고 리그 성적은 1998년과 2001년에 5위를 기록한 것이다.
이 클럽은 1975년 주롱 타운 FC로 창단되었으며, 1997년에 '주롱 FC'로 개편되었다.
1988년과 1989년에 싱가포르 프레지던트 컵(현 싱가포르 컵 으로 알려짐)에서 우승했고 1999년과 2002년에는 싱가포르 컵에서 준우승을 기록하였다.